# Rina Pia
Rina Pia (echte naam: Nini Watripont) (Ninove, 21 juli 1935 – Strombeek-Bever, 24 augustus 2023) was een Vlaamse zangeres.
Als kind zong ze al in het café van haar ouders. Haar bekendste liedjes zijn 'De Jodelende Koe' (1957), 'Er speelt een orgel' (1963) en een duet met Ronny Temmer 'I love you' (1969, Nederlandstalige versie van 'Somethin' Stupid')
Rina Pia wilde deelnemen aan het Eurovisiesongfestival van 1957, ze werd echter niet gekozen; Bobbejaan Schoepen met Straatdeuntje ging naar het festival.
In 1963 wou ze nogmaals België vertegenwoordigen op het Eurovisiesongfestival en nam ze deel aan Canzonissima 1963. Haar liedje 'Er speelt een orgel' werd niet verkozen en Jacques Raymond mocht ons land vertegenwoordigen met 'Waarom?'.
Pia was sinds 1963 en tot diens dood in 2005 gehuwd met producer/componist Al Van Dam. 
Ze overleed in Strombeek-Bever waar ze toen woonde.

## Discografie[2]
- Alle moeders – 1962
- Bla bla bla – 1968
- Blijf mij trouw – 1963
- Bloemenmeisje – 1960
- Cupido – 1963
- De jodelende koe – 1957
- De langste dag – 1962
- De oude haven – 1960
- De wind zong mij een levenslied – 1960
- Eenzaam zonder mij – 1963
- Er gaat geen dag voorbij – 1962
- Er speelt een orgel (in de straat) – 1963
- Het geluk – 1960
- Het leven is als een boek – 1963
- Het lied van Puszta – 1963
- Ik had zo graag gedanst – 1960
- Ik heb in je ogen – 1963
- Jalouzie – 1960
- Jij bent een Judas – 1964
- Jij bent stapelgek (& Ronny Temmer) – 1968
- Melodia d’amore – 1957
- Met jou is het leven zo mooi – 1961
- Moeder mijn – 1962
- Moederken – 1962
- Neen – 1961
- Nog nooit ben ik verliefd geweest – 1960
- Oh! Waarom – 1960
- Omdat hij haar liefhad – 1961
- Onze liefde (& Ronny Temmer) – 1969
- Onzichtbare tranen – 1964
- Papa Piccolino – 1957
- Papieren rozen – 1960
- Pepe – 1961
- Regendroppen – 1960
- Romeo – 1961
- Something stupid (& Ronny Temmer) – 1969
- Spaanse nachten – 1963
- Storm of regen – 1963
- Super-kali-fra-jilistik-expi-ali-do-sjes (& Bob Davidse) – 1964
- ’t Is heerlijk – 1960
- Un beso – 1963
- Wij waren jong – 1963
- Zij is de roos – 1968
- Zing kleine vogel (& Bob Benny) – 1959
- Zonder liefde (& Ronny Temmer) – 1967